# Münzen Osttimors
Obwohl der US-Dollar die Landeswährung ist, gibt es eigene Münzen Osttimors. Sie werden seit dem 10. November 2003 von der Autoridade Bancária e de Pagamentos de Timor-Leste (seit 2011 Banco Central de Timor-Leste) ausgegeben. Die Münzen dienen als kleineres Zahlungsmittel neben den US-Geldscheinen. Entsprechend der amerikanischen Bezeichnung Cent, wird der Wert der Münzen in den Landessprachen mit Centavo (auf Portugiesisch)  oder Sentavu (auf Tetum) angegeben. Auf der Vorderseite aller Münzen befindet sich unterhalb der Wertangabe ein Kaibauk, eine traditionelle timoresische Krone. Die Rückseiten zeigen verschiedene typische osttimoresische Motive.

## Übersicht
| Münzen Osttimors | Münzen Osttimors | Münzen Osttimors                   | Münzen Osttimors                                                | Münzen Osttimors | Münzen Osttimors | Münzen Osttimors |
| Nennwert         | Abbildung        | Motiv                              | Material                                                        | Durchmesser      | Dicke            | Gewicht          |
| ---------------- | ---------------- | ---------------------------------- | --------------------------------------------------------------- | ---------------- | ---------------- | ---------------- |
| 1 Centavo        | 1 Centavo        | Nautilus                           | Nickel/Stahl                                                    | 17 mm            | 2,15 mm          | 3,1 g            |
| 5 Centavos       | 5 Centavo        | Reispflanze                        | Nickel/Stahl                                                    | 18,75 mm         | 2,15 mm          | 4,1 g            |
| 10 Centavos      | 10 Centavo       | Hahn                               | Nickel/Stahl                                                    | 20,75 mm         | 2,15 mm          | 5,2 g            |
| 25 Centavos      | 25 Centavo       | traditionelles Fischerboot (Beiro) | Kupfer/Stahl                                                    | 21,25 mm         | 2,3 mm           | 5,84 g           |
| 50 Centavos      | 50 Centavo       | Kaffeepflanze                      | Kupfer/Stahl                                                    | 25 mm            | 1,9 mm           | 6,5 g            |
| 100 Centavos     | 100 Centavo      | Boaventura de Manufahi             | Rand: Kupfer mit 6 % Aluminium, 2 % Nickel; Kern: Kupfer-Nickel | 23,75 mm         | 2,35 mm          | 7,00 g           |
| 200 Centavos     | 200 Centavo      | Wasserbüffel am Matebian           | Rand: Kupfer-Nickel; Kern: Aluminium-Bronze                     | 25,5 mm          |                  | 8,46 g           |

## Prägejahre

Foto von Boaventura, das als Vorbild für die Münze diente

Die Münzen wurden von 2003 bis 2006 geprägt. Allerdings gab es 2006 keine 1-Centavo-Münze. Sammlersets gibt es nur aus den Jahren 2003 bis 2005.
2012 wurde anlässlich des Beginns der Rebellion von Manufahi vor 100 Jahren eine bicolore 100-Centavos-Münze mit dem Bild von Boaventura, dem Liurai von Manufahi, herausgegeben. Grundlage für das Bild ist eine alte Fotografie von Boaventura. Seit 2013 wird die Münze auch als reguläre Münze im allgemeinen Geldverkehr herausgegeben.
Am 13. September 2017 wurde eine neue 200-Centavos-Münze herausgegeben. Die bicolore Münze (innen gold-, außen silberfarben) zeigt als Motiv auf der Rückseite einen Wasserbüffel in einem Reisfeld vor dem Matebian. Man will damit den Bedarf an 5-US-Dollar-Geldscheinen reduzieren, die aufgrund des tropischen Klimas oft ersetzt und dafür teuer importiert werden müssen. Erstmals werden die Münzen nicht in Portugal, sondern von der Royal Australian Mint geprägt.